# Festuca griffithiana
Festuca griffithiana là một loài thực vật có hoa trong họ Hòa thảo. Loài này được (St.-Yves) Krivot. mô tả khoa học đầu tiên năm 1955.